# Ceratophyllus hirundinis
Espèce
Synonymes
- Pulex hirundinis Curtis, 1826
(protonyme)
- Ceratopsyllus phaulius (Rothschild, 1909)
- Ceratopsyllus pinnatus (Wagner, 1898)
- Ceratopsyllus troglodytes (Dampf, 1908)

Ceratophyllus hirundinis est une espèce de puces de la famille des Ceratophyllidae.
Elle parasite couramment l'Hirondelle de fenêtre (Delichon urbicum), et est notamment fréquemment retrouvée dans les nids de cette espèce en Irlande et en Grande-Bretagne.